# Christoph Metzelder
Christopher Tobias Metzelder (Haltern am See, Renania del Norte-Westfalia, 5 de noviembre de 1980) es un exfutbolista alemán. Se desempeñaba como defensa central y su último equipo fue el TuS Haltern, equipo del cual es presidente en la actualidad, y que pertenece a la Oberliga. Es hermano del también futbolista Malte Metzelder, quien es dos años menor que él y juega en el FC Ingolstadt 04 de la 1. Bundesliga. 
En septiembre de 2020 la fiscalía de Düsseldorf le acusó formalmente de delitos relacionados con posesión y distribución de pornografía infantil. Posteriormente, reconoció los hechos ante el tribunal y fue condenado, el 29 de abril de 2021, a diez meses de prisión en régimen de libertad condicional.

## Trayectoria
Comenzó jugando en un equipo de su ciudad natal, TuS Haltern hasta que en la temporada 1995-96 se sumó al Schalke 04 y al año siguiente ingresa en las filas del Preußen Münster.
En 2000 ficha por el Borussia Dortmund. Con este equipo consiguió ganar una liga alemana en 2002. Ese mismo año llegó con su equipo a la final de la Copa de la UEFA, aunque no pudo llevarse el título, ya que el Borussia perdió contra el Feyenoord por tres goles a dos.
En 2003, sufrió una grave lesión en el tendón de Aquiles, y tuvo que pasar por el quirófano en dos ocasiones. Estuvo varios meses alejado de los terrenos de juego.

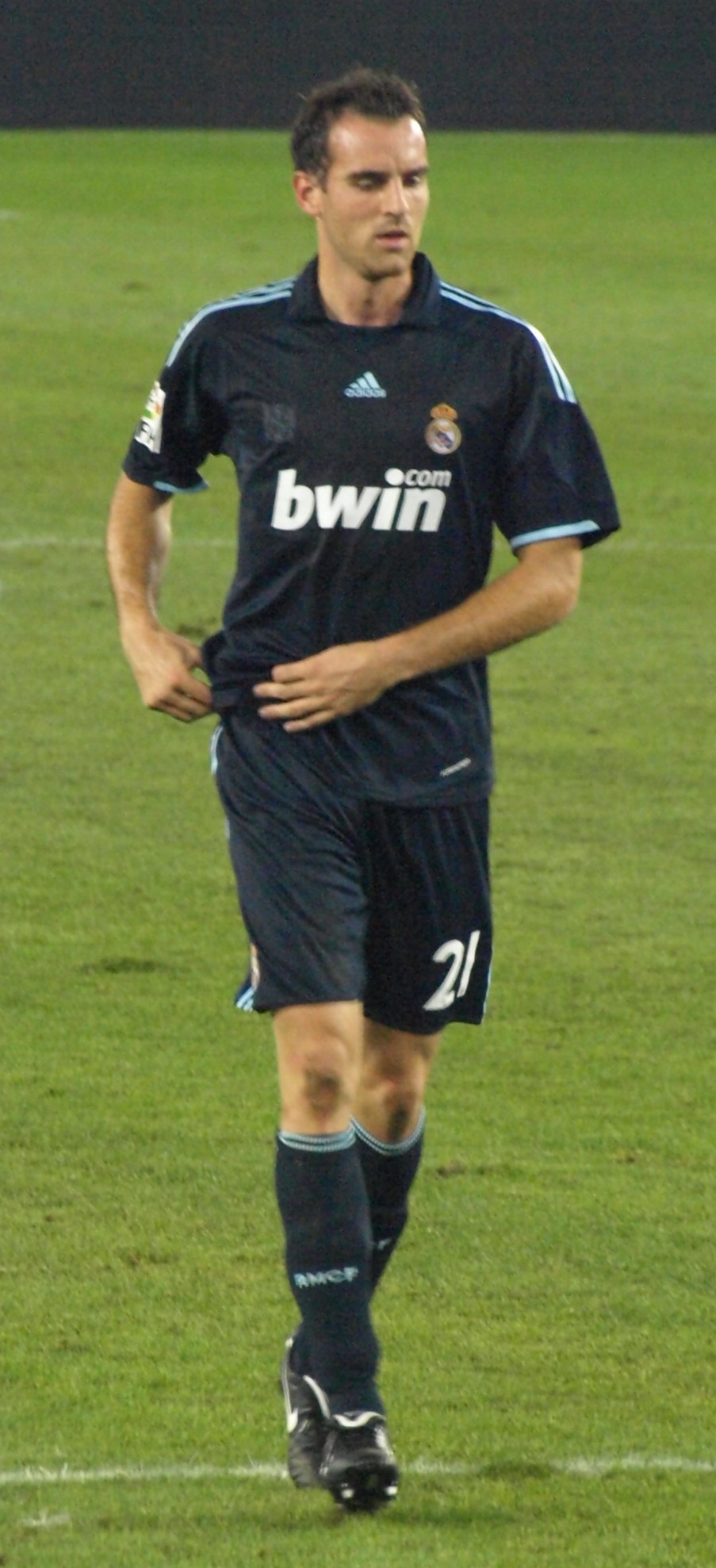
Metzelder en su etapa en el Real Madrid.

El día 5 de marzo de 2007 anuncia su marcha a final de temporada del Borussia Dortmund, con quien acababa contrato el 30 de junio, por lo que se disparan los rumores sobre el fichaje del internacional alemán por el Real Madrid.
El jugador fichó por el Real Madrid, incorporándose a la plantilla blanca a partir de julio de 2007. Debido a que terminaba contrato con el Borussia Dortmund, el Real Madrid no desembolsó ni un euro para hacerse con los servicios del jugador.
Tras tres años en el Real Madrid, queda libre y firma por el Schalke 04. El día 16 de mayo de 2013 decide retirarse del mundo del fútbol debido a las continuas lesiones que no le permitían entrenarse con normalidad.
En agosto de ese mismo año ficha por el Tus Haltern, de la séptima división alemana.

## Selección nacional
Ha sido internacional con la selección de fútbol de Alemania en 47 ocasiones. Su debut como internacional se produjo el 15 de agosto de 2001 en la victoria 5-2 ante Hungría.
Formó parte del plantel que disputó la Copa Mundial de Fútbol de 2002, siendo titular en todos los partidos, aunque no consiguió marcar ningún tanto. Consiguió el subcampeonato al perder en la final contra Brasil por dos tantos a cero. También ha participado en la Copa Mundial de 2006, disputando también todos los partidos como titular, y consiguiendo con su selección el tercer puesto.
Además, jugó la Eurocopa de Austria y Suiza 2008. Su equipo realizó un gran papel, aunque no pudo alzarse con el trofeo al perder en la final contra España. Metzelder fue una pieza clave, jugando todos los encuentros que su selección disputó en el torneo.

### Participaciones en Copas del Mundo
| Copa              | Sede                | Resultado    | Partidos | Goles |
| ----------------- | ------------------- | ------------ | -------- | ----- |
| Copa Mundial 2002 | Corea del Sur Japón | Subcampeón   | 7        | 0     |
| Copa Mundial 2006 | Alemania            | Tercer lugar | 6        | 0     |

### Participaciones en Eurocopas
| Copa          | Sede            | Resultado  | Partidos | Goles |
| ------------- | --------------- | ---------- | -------- | ----- |
| Eurocopa 2008 | Austria · Suiza | Subcampeón | 6        | 0     |

## Estadísticas

### Clubes
| Club | Div.          | Temporada     | Liga  | Liga  | Copas nacionales(1) | Copas nacionales(1) | Torneos internacionales(2) | Torneos internacionales(2) | Otros(3) | Otros(3) | Total | Total |
| Club | Div.          | Temporada     | Part. | Goles | Part.               | Goles               | Part.                      | Goles                      | Part.    | Goles    | Part. | Goles |
| --- | ------------- | ------------- | ----- | ----- | ------------------- | ------------------- | -------------------------- | -------------------------- | -------- | -------- | ----- | ----- |
| S. C. Preußen Münster · Alemania | 5.ª           | 1999-00       | 32    | 4     | —                   | —                   | —                          | —                          | —        | —        | 32    | 4     |
| Borussia Dortmund · Alemania | 1.ª           | 2000-01       | 19    | 0     | 2                   | 0                   | 0                          | 0                          | —        | —        | 21    | 0     |
| Borussia Dortmund · Alemania | 1.ª           | 2001-02       | 25    | 0     | 1                   | 0                   | 12                         | 0                          | 2        | 0        | 40    | 0     |
| Borussia Dortmund · Alemania | 1.ª           | 2002-03       | 24    | 0     | 1                   | 0                   | 10                         | 0                          | 1        | 0        | 36    | 0     |
| Borussia Dortmund · Alemania | 1.ª           | 2003-04       | —     | —     | —                   | —                   | —                          | —                          | —        | —        | 0     | 0     |
| Borussia Dortmund · Alemania | 1.ª           | 2004-05       | 16    | 0     | 0                   | 0                   | 0                          | 0                          | —        | —        | 16    | 0     |
| Borussia Dortmund · Alemania | 1.ª           | 2005-06       | 23    | 2     | 1                   | 0                   | 2                          | 0                          | —        | —        | 26    | 2     |
| Borussia Dortmund · Alemania | 1.ª           | 2006-07       | 19    | 0     | 0                   | 0                   | 0                          | 0                          | —        | —        | 19    | 0     |
| Borussia Dortmund · Alemania | Total club    | Total club    | 126   | 2     | 5                   | 0                   | 24                         | 0                          | 3        | 0        | 158   | 2     |
| Real Madrid C. F. · España | 1.ª           | 2007-08       | 9     | 0     | 1                   | 0                   | 3                          | 0                          | 0        | 0        | 13    | 0     |
| Real Madrid C. F. · España | 1.ª           | 2008-09       | 12    | 0     | 2                   | 0                   | 1                          | 0                          | 0        | 0        | 15    | 0     |
| Real Madrid C. F. · España | 1.ª           | 2009-10       | 2     | 0     | 1                   | 0                   | 0                          | 0                          | —        | —        | 3     | 0     |
| Real Madrid C. F. · España | Total club    | Total club    | 23    | 0     | 4                   | 0                   | 4                          | 0                          | 0        | 0        | 31    | 0     |
| F. C. Schalke 04 · Alemania | 1.ª           | 2010-11       | 32    | 1     | 5                   | 0                   | 10                         | 0                          | 1        | 0        | 48    | 1     |
| F. C. Schalke 04 · Alemania | 1.ª           | 2011-12       | 16    | 1     | 0                   | 0                   | 3                          | 0                          | 0        | 0        | 19    | 1     |
| F. C. Schalke 04 · Alemania | 1.ª           | 2012-13       | 4     | 0     | 2                   | 0                   | 1                          | 0                          | —        | —        | 7     | 0     |
| F. C. Schalke 04 · Alemania | Total club    | Total club    | 52    | 2     | 7                   | 0                   | 14                         | 0                          | 1        | 0        | 74    | 2     |
| Total carrera | Total carrera | Total carrera | 233   | 8     | 16                  | 0                   | 42                         | 0                          | 4        | 0        | 295   | 4     |
| (1) Incluye datos de la Copa de Alemania (2000-13) y Copa del Rey (2007-10). (2) Incluye datos de la Liga de Campeones de la UEFA (2001-13), Copa de la UEFA (2001-02), Copa Intertoto de la UEFA (2005) y Liga Europa de la UEFA (2011-12). (3) Incluye datos de la Copa de la Liga de Alemania (2000-13) y Supercopa de Alemania (2010). |               |               |       |       |                     |                     |                            |                            |          |          |       |       |

## Palmarés

### Campeonatos nacionales
| Título                | Club              | País     | Año  |
| --------------------- | ----------------- | -------- | ---- |
| 1. Bundesliga         | Borussia Dortmund | Alemania | 2002 |
| Campeonato de Liga    | Real Madrid C. F. | España   | 2008 |
| Supercopa de España   | Real Madrid C. F. | España   | 2008 |
| Copa de Alemania      | F. C. Schalke 04  | Alemania | 2011 |
| Supercopa de Alemania | F. C. Schalke 04  | Alemania | 2011 |

### Distinciones individuales
| Distinción   | Año  |
| ------------ | ---- |
| Trofeo Bravo | 2002 |